# Marco Ancio Crescente Calpurniano
Marco Ancio Crescente Calpurniano (en latín, Marcus Antius Crescens Calpurnianus) fue un senador del Imperio romano de finales del siglo II y comienzos del siglo III.

## Orígenes
De familia senatorial, era natural de Ostia en la Regio I Latium et Campania de Italia, donde comenzó su cursus honorum con las magistraturas locales y como pontífice del dios local Volkanus (Vulcano) y de los lugares sagrados

## Carrera política
Conocemos la mayor parte de su carrera gracias a una inscripción procedente de Roma (Italia):

M(arco) An[tio ¿M(arci) f(ilio)

Crescent[i]

Calpurniano [c(larissimo) v(iro?)]

proc[o](n)s(uli) prov(inciae) M[ac(edoniae)]             4

XVvi[ro s(acris)] f(aciundis) iurid(ico) Brit(anniae)

vice leg(ati) leg(ato) pr(o) pr(aetore)

prov(inciae) [Cypr]i(?) [cur(atori)] r(ei) [p(ublicae)]

Mars[or(um) Marruvior(um)]                               8

pr[aet(ori)]]

Su primer cargo conocido del estado romano fue el de pretor hacia el año 198, siendo encargado al tiempo de ejercer como curator o supervisor de la ciudad itálica de Marsorum Marruviorum.
Poco después fue enviado por Septimio Severo como vicelegado imperial a la provincia senatorial de Chipre. Después, fue gobernador interino de la provincia de Britania hacia el año 202, donde desempeñaba el cargo de Iuridicus Britanniae, asesorando al gobernador en los complejos problemas derivados del fracasado intento de usurpar el trono imperial de Clodio Albino y, tal vez, para analizar la posible división de la provincia en las futuras provincias de Britania Inferior y Britania Superior, lo que ocurrió unos diez años más tarde.
De vuelta a Roma, en 203, fue elegido miembro del Colegio sacerdotal de los XV viri sacris faciundis, encargados de controlar todo lo referente al suministro del culto público del estado romano en Roma, simultaneando este sacerdocio con el de su ciudad natal como Pontifex Volkani et aedium sacrarum.
Por último, hacia 205 o 206, fue designado procónsul de Macedonia.